# Alfredo Curti
Alfredo Curti (* 1915 in Sampierdarena; † 1996 in Genua) war ein italienischer Dokumentarfilmer.
Curti gelangte 1951 mit der „Enrico Costa“ nach Brasilien, wo er eine Expedition filmisch begleitete und daraus den Film I misteri del Mato Grosso fertigte. 1953 bis 1955 koproduzierte er einen dort gedrehten Spielfilm, Francesco De Robertis’ Yalis, la vergine del Roncador.